# Cmentarz mennonicki w Nowym Wymyślu
Cmentarz mennonicki w Nowym Wymyślu – zabytkowa nekropolia z XIX wieku dla pochówku osób wyznania mennonickiego zlokalizowana w Nowym Wymyślu.
Cmentarz leży w zachodniej części miejscowości, przylega od północy do drogi prowadzącej z Wymyśla do szosy Warszawa–Płock. Ma powierzchnię 0,2 ha. Posiada plan prostokąta. Nekropolia jest zdewastowana. Z ogrodzenia pozostała reszta podmurówki, brama jest zrujnowana.
Zachowały się nieliczne nagrobki. Do najstarszych należy pomnik Fridricha Gastman (zmarły w 1902) i Julianny Gastman (zmarła w 1908). Na cmentarzu znajduje się także nagrobek Matildy Kliver (zmarła 1931) i płyta Jakoba Schrodera (zmarły 1910) i Wilhelmine Schroder (zmarła 1926).
Cmentarz służył gminie mennonickiej, która w Nowym Wymyślu posiadała własny dom modlitwy.